# Sandra Smisek
Sandra Smisek (Fráncfort del Meno, Alemania Federal, 3 de julio de 1977) es una futbolista alemana, se desempeña como centrocampista, mediapunta y delantero y actualmente juega en el 1. FFC Frankfurt.

## Clubes
| Club              | País     | Año         |
| ----------------- | -------- | ----------- |
| FSV Frankfurt     | Alemania | 1992 - 1998 |
| FCR 2001 Duisburg | Alemania | 1998 - 2001 |
| FSV Frankfurt     | Alemania | 2001 - 2005 |
| 1. FFC Frankfurt  | Alemania | 2005 -      |